# Thysanotus cymosus
Thysanotus cymosus är en sparrisväxtart som beskrevs av Norman Henry Brittan. Thysanotus cymosus ingår i släktet Thysanotus och familjen sparrisväxter. Inga underarter finns listade i Catalogue of Life.